# 1-Ethylpiperidin
1-Ethylpiperidin (IUPAC) ist eine organisch-chemische Verbindung aus der Stoffgruppe der cyclischen, tertiären Amine. Die Verbindung dient als Ausgangsstoff für organische Synthesen und als Zwischenprodukt bei pharmazeutischen Synthesen.

## Gewinnung und Darstellung
1-Ethylpiperidin kann durch Umsetzung von Piperidin mit Ethanol bei 200 °C und Drücken um 75 bar an Raney-Nickel-Katalysatoren hergestellt werden.

## Eigenschaften

### Physikalische Eigenschaften
1-Ethylpiperidin hat eine relative Gasdichte von 3,91 (Dichteverhältnis zu trockener Luft bei gleicher Temperatur und gleichem Druck) und eine relative Dichte des Dampf-Luft-Gemisches von 1,03 (Dichteverhältnis zu trockener Luft bei 20 °C und Normaldruck). Außerdem weist 1-Ethylpiperidin einen Dampfdruck von 10,3 hPa bei 20 °C, 45 hPa bei 50 °C und 85 hPa bei 65 °C auf. Die dynamische Viskosität beträgt 0,88 mPa·s bei 20 °C.

### Chemische Eigenschaften
1-Ethylpiperidin ist eine leicht entzündbare Flüssigkeit aus der Stoffgruppe der aliphatischen, tertiären und cyclischen Amine bzw. der Stickstoffheterocyclen. Die Verbindung ist in Wasser schwer löslich, jedoch mischbar mit Ethanol und den meisten organischen Lösungsmitteln. Des Weiteren ist 1-Ethylpiperidin mittel bzw. schwer flüchtig.

## Verwendung
1-Ethylpiperidin findet Verwendung in organischen Synthesen und als Zwischenprodukt bei pharmazeutischen Synthesen. Außerdem dient es zur Gehaltsbestimmung von Penicillin-Salzen.

## Sicherheitshinweise
Die Dämpfe von 1-Ethylpiperidin können mit Luft explosive Gemische bilden. 1-Ethylpiperidin weist eine untere Explosionsgrenze (UEG) von ca. 1,9 Vol.-% und eine obere Explosionsgrenze (OEG) von ca. 12,1 Vol.-% auf. Die Zündtemperatur beträgt 205 °C. Der Stoff fällt somit in die Temperaturklasse T3. Mit einem Flammpunkt von 17 °C gilt 1-Ethylpiperidin als leicht entzündbar.